# Pygmalion (film, 1938)
A Pygmalion (Pygmalion) 1938-ban bemutatott fekete–fehér angol játékfilm Anthony Asquith és Leslie Howard rendezésében; George Bernard Shaw azonos című híres vígjátékának adaptációja. 
Ez volt Leslie Howard, az akkor már híres színész filmrendezői bemutatkozása. A filmet Magyarországon 1939. november 16-án mutatták be. 

## Cselekménye
A londoni operából kiáramló közönségnek Eliza virágcsokrokat árul. A tömegben egy férfi – Higgins fonetikaprofesszor – nagy hangon kijelenti, hogy a piszkos, rossz beszédű virágárus lányból pár hónap alatt előkelő hölgyet tudna csinálni, aki még a nagykövet estélyén is bámulatba ejtené a társaságot. Másnap Higginsnél megjelenik Eliza és felszólítja a professzort, hogy váltsa valóra kijelentését. Az éppen Higginsnél tartózkodó Pickering ezredes fogadást ajánl Higginsnek, aki beleegyezik a játékba. Komoly munka kezdődik, a faragatlan lányt minden szóra újból kell tanítani, minden mozdulatot újból meg kell mutatni. Elérkezik a nagykövet estélye, ahol Eliza sikerrel helytáll. Azt terjesztik róla, hogy egy királyi ház sarja és rangrejtve jelent meg az estélyen. A kísérletnek vége, Higgins és Pickering elégedett. A lány azonban nem tud mit kezdeni magával. Szemére veti a professzornak önzését, aki csak a kísérletével törődött. Eliza éjszaka kiszökik a házból, de még fölkeresi Higgins anyját, hogy elbúcsúzzon tőle. Itt talál rá Higgins, aki már kétségbeesetten kereste, mert eltűnése után rádöbbent, mennyire szereti.

## Filmtörténet
Anthony Asquith Pygmalion-feldolgozása lényegében megfilmesített színház, de a műfajon belül a jobbak közé tartozik. Georges Sadoul francia filmtörténész könyvében kiemeli a film szép fényképezését és kitűnő vágását. A vágó egyébként a később híres filmrendezővé lett David Lean volt. A film valószínűleg mintául szolgált Laurence Olivier-nek a Shapespeare-darabok későbbi megfilmesítésében. Maga Asquith is még több hasonló stílusú, enyhén gunyoros hangvételű filmvígjátékot készített az 1950-es évek első felében.  

## Főszereplők
- Leslie Howard – Henry Higgins professzor
- Wendy Hiller – Eliza Doolittle
- Wilfrid Lawson – Alfred Doolittle
- Marie Lohr – Mrs. Higgins
- Scott Sunderland – George Pickering ezredes
- Jean Cadell – Mrs. Pearce
- David Tree – Freddy Eynsford-Hill
- Everley Gregg – Mrs. Eynsford-Hill
- Leueen MacGrath – Clara Eynsford Hill
- Esme Percy – Aristid Karpathy gróf